# Tercer espíritu del capitalismo
El tercer espíritu del capitalismo es un concepto acuñado por el filósofo italiano Mario Perniola con el que hace referencia a la actual fase de evolución del sistema económico capitalista. Se contrapone al primer espíritu del capitalismo del siglo XIX y al segundo espíritu vigente durante gran parte del XX.

## Los tres espíritus del capitalismo

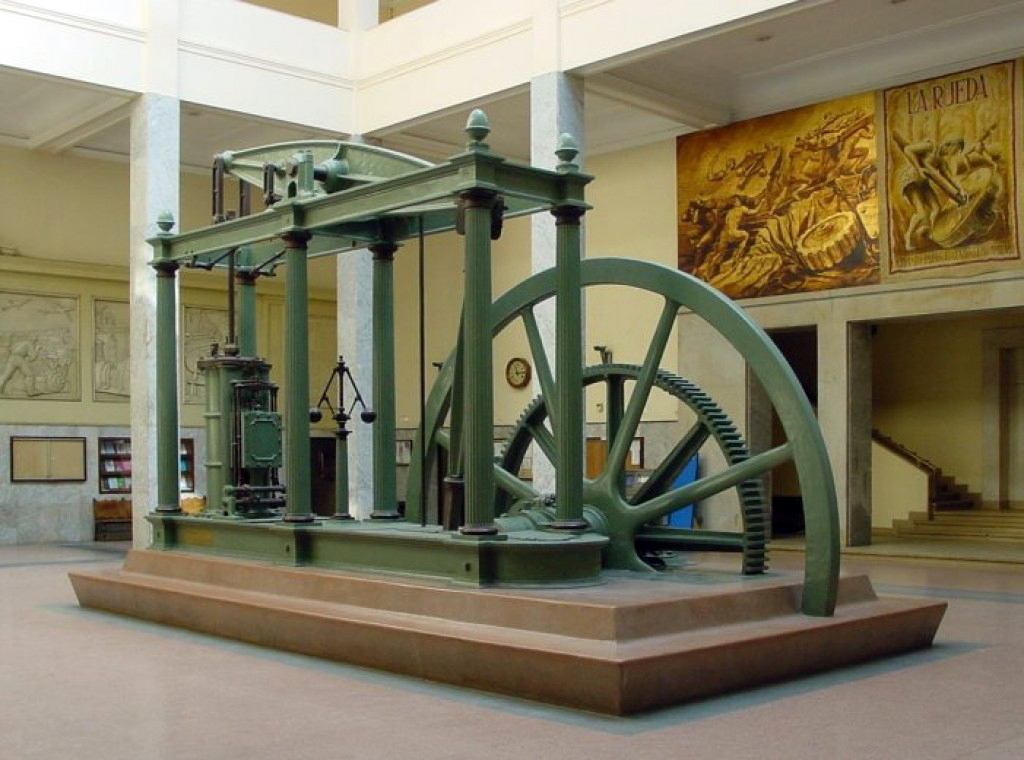
La máquina de vapor de James Watt simboliza el primer capitalismo surgido de la Revolución Industrial.

El primer capitalismo, en el siglo XIX, se centró según Perniola en la figura del burgués emprendedor y en la vigencia de valores patriarcales. 
En el segundo capitalismo predominó la organización como aspecto fundamental de la gran empresa industrial centralizada y burocrática, en la que el director (directivo asalariado) desempeñó un papel protagónico. Es en esta segunda fase cuando las reivindicaciones de justicia social y redistribución de la renta defendidos por los movimientos obreros socialistas fueron parcialmente recogidos: es una época de sindicatos fuertes, de estado social (de bienestar a partir de 1945), de trabajo fijo, de competencia profesional reconocida y de la gran empresa que facilita la protección del trabajador y garantiza el desarrollo de las carreras profesionales.
En su tercera manifestación, la actualmente vigente (desarrollada a partir de la crisis de las décadas de 1970 y 1980, y del derrumbe de los países comunistas), el capitalismo se caracteriza por desmantelar el mundo del trabajo y las categorías socioprofesionales. Este tercer espíritu, afirma Perniola, aduce pretender incrementar todos los niveles de creatividad, asumiendo la crítica a la masificación; incrementando por el contrario el impulso de convertir en mercancía todo lo auténtico a través de una serie de fenómenos: de la producción de ecoproductos y alimentos biológicos al turismo de aventuras, del boom de museos y exposiciones de arte a la expansión de la industria cultural y la extraordinaria expansión del mundo de la moda.

## El tercer capitalismo

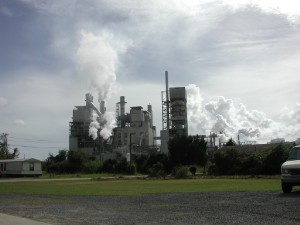
Fábrica de papel en Georgetown, Estados Unidos. La gran fábrica es representativa del segundo capitalismo.

El tercer espíritu del capitalismo se define por una serie de características diferenciadas respecto a las anteriores fases de su evolución.
Por un lado, la tesis principal de Perniola: la ruptura de la alianza del capitalismo con la burguesía. Ésta ya no sirve al capitalismo, que encontraría en la clase media un obstáculo para la expansión desbordante del modelo neoliberal: “la clase media es demasiado costosa”. El burgués ha experimentado una evolución desde el individuo acaudalado beneficiario de una renta prototípico del siglo XIX, hacia (mediante el desarrollo tecnológico, el cambio social y la expansión sindical) el burgués asalariado del siglo XX: directivo, ingeniero, profesor, funcionario, profesor, etc. Para Perniola el capitalismo ya no estaría dispuesto a pagar un sueldo “político” independiente del mercado, evolucionando hacia la conformación de una polarización social: una reducida minoría acaparadora de la mayor parte de la riqueza y una gran masa de subocupados y miserables. Nacería así la paradójica expresión “capitalismo populista”, porque incorpora la crítica contra la burguesía capitalista y la clase media profesional, burocrática y financiera.
El capitalismo, por tanto, ya no necesitaría la diversidad de categorías socioprofesionales, de modo que el nepotismo amoral no encontraría obstáculos en otorgar funciones, empleos y encargos a los individuos más incompetentes. El sistema retrocedería, así, en uno de los aspectos que lo habían caracterizado desde sus orígenes: la movilidad social. Retroceso agudizado con el empobrecimiento y virtual desmantelamiento de la Universidad (especialmente la pública), dificultando o impidiendo a los estudiantes incorporarse al mercado laboral con posibilidades de éxito y anulando sus posibilidades de ascenso social y económico.
De tal modo que los jóvenes que quieren trabajar se enfrentan a condiciones más alienantes y descalificadoras de las que se ofrecían en décadas anteriores, cuando la posibilidad de una existencia mediano-burguesa era más o menos accesible para el grueso de la población. Hoy es un sueño difícilmente alcanzable para todos aquellos que no cuenten con el respaldo de una familia dispuesta a ayudarles.
Por otro lado, la política refleja esas contradicciones generadas en el vínculo entre burguesía y el capitalismo, de modo que el discurso político-ideológico heredado de la Revolución Francesa se muestra inadecuado para comprender la complejidad de los procesos en curso. Derecha e izquierda se enfrentan así a elecciones y estrategias incompatibles entre sí.
En esta fase del capitalismo, además, resulta muy complicado para los padres “ilustrados” educar a sus hijos a la contra de los intereses del neoliberalismo, de los medios de comunicación y de los propios gobiernos.
En el terreno de la sanidad, no sólo se experimenta un fortalecimiento de la privatización, sino que además se establecen “pérfidos” vínculos entre la sanidad privada y la pública: la entrega y dedicación del personal resultan insuficientes para compensar los fallos estructurales que se están abriendo en los servicios de salud.

## Conflicto del sistema

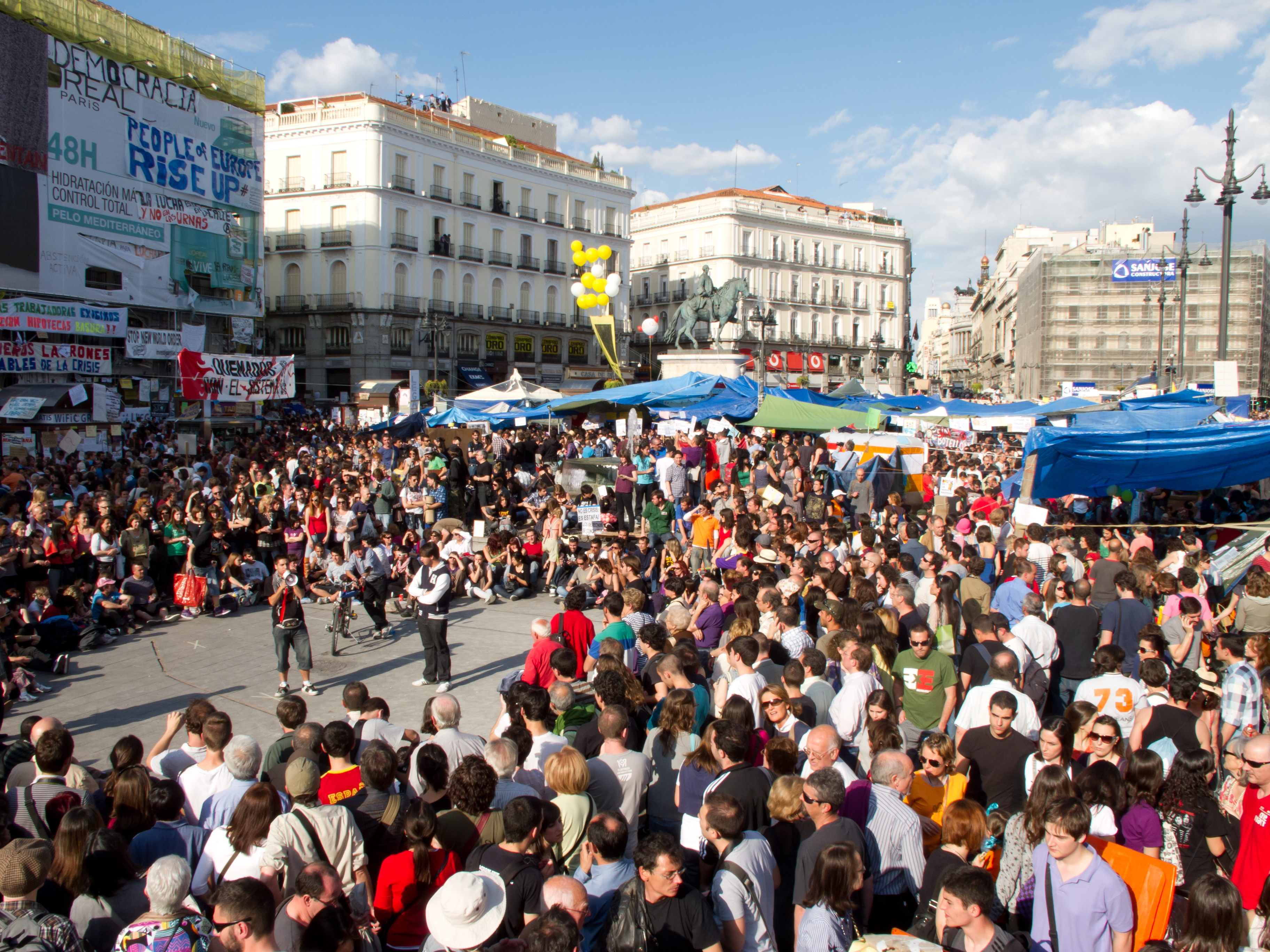
Protestas en la Puerta del Sol de Madrid. La dignidad se ha convertido en un concepto central en las críticas al tercer espíritu del capitalismo

Para Perniola la situación actual reflejaría, aparentemente, un conflicto entre el tercer espíritu del capitalismo y el segundo, amenazando el sistema científico-profesional moderno gestado durante este último, además de las conquistas logradas por el movimiento obrero durante el siglo XX. Sin embargo la percepción de los fundamentos de este conflicto (básicamente económico) se ve ensombrecida por lastres político-culturales que continúan funcionando mediante categorías que se han visto vaciadas de sus significados originales: derecha-izquierda, conservador-progresista, reforma-revolución, machismo-feminismo, pacifismo-belicismo, laicismo-clericalismo, etc.

## Dignidad e indignación
La deriva del tercer capitalismo ha convertido la "dignidad" en uno de los términos clave de la bioética, siendo el lema en el que se reconocen tanto las sublevaciones políticas vividas en algunos países árabes, como los ciudadanos que se han manifestado y ocupado las calles de numerosas ciudades del mundo desarrollado: en España estos, precisamente, se han definido como “indignados”. La palabra dignidad ha eclipsado, así, otros términos políticos, como “comunidad” o “derechos de los hombres”.